# Droits LGBT au Bangladesh
Pour des articles plus généraux, voir Droits LGBT et LGBT+ au Bangladesh.
Les minorités sexuelles et de genre au Bangladesh font face à un cadre légal difficile : les relations homosexuelles y sont pénalisées ; les hijras sont quant à elles reconnues comme un troisième sexe, sans avoir de législation encadrant le changement de sexe.

## Pénalisation de l'homosexualité
L'article 377 du code pénal interdit la sodomie et la sexualité orale, quel que soit le genre et l'orientation sexuelle des participants,.
Le champ d'application de l'article 377 s'étend à tout acte sexuel impliquant l'insertion d'un pénis. Aussi, même consensuelle, une fellation ou une pénétration anale entre un homme et une femme sont punissables,.
En 2009 et 2013, le parlement du Bangladesh a refusé de supprimer l'article 377.
L'homosexualité y est illégale en vertu du droit bangladais depuis 1860, lorsque le pays était régi par le Raj britannique, et est passible d'emprisonnement à vie, même si cette loi n'est pas toujours appliquée.
Le 23 juillet 2013, un couple de femmes est arrêté pour s'être marié en secret. Shibronty Roy Puja, une Hindoue de 16 ans, et Sanjida Akter, une musulmane de 21 ans, ont fui leur ville de Dhaka et se sont mariées lors d'une cérémonie hindoue. Elles ont ensuite été arrêtées et menacées d'emprisonnement à vie. Un autre couple de femmes a été arrêté en octobre 2013 du fait de leur relation. Une des deux femmes ayant les cheveux court, elle a été identifiée comme le mari. La police a eu recours à un test d'identification de sexe, et a déclaré qu'il s'agissait de deux femmes. L'affaire a été classée en vertu de l'article 209, qui régule les activités asociales.

## Identité de genre
Le 11 novembre 2013, les hijras sont reconnus comme genre distinct des hommes et des femmes par le gouvernement du Bangladesh[réf. nécessaire].  Malgré cela, le Bangladesh n'a pas de législation décrivant les conditions nécessaires à une reconnaissance légale d'un changement de sexe, ni de définition légale des hijras.
En décembre 2014, le ministère de la Protection sociale a invité les hijras à postuler à des emplois de fonctionnaires. En janvier 2015, le ministère de la Santé a publié un mémorandum demandant que « toutes les mesures nécessaires sont prises pour identifier les hijras en effectuant des examens médicaux approfondis ». Ces contrôles ont conduit à des « examens » en public d'hijras dénudés et à des palpations de leurs organes génitaux. Les photographies de ces examens ont par la suite transmis aux médias, qui ont fait valoir que les hijras sont « vraiment des hommes ». En juillet 2015, après qu'une hijra a été témoin du meurtre d'un blogueur laïc, et a aidé à l'arrestation des meurtriers, le gouvernement annonce un plan de recrutement de hijras dans la police de circulation.